# Renard croisé
Le renard croisé est une variété de Renard roux (Vulpes vulpes) partiellement atteinte de mélanisme, qui est une mutation génétique lui conférant une robe relativement noire. Ce phénotype intermédiaire est caractérisé par un motif foncé en forme de croix sur le dos et les épaules,.

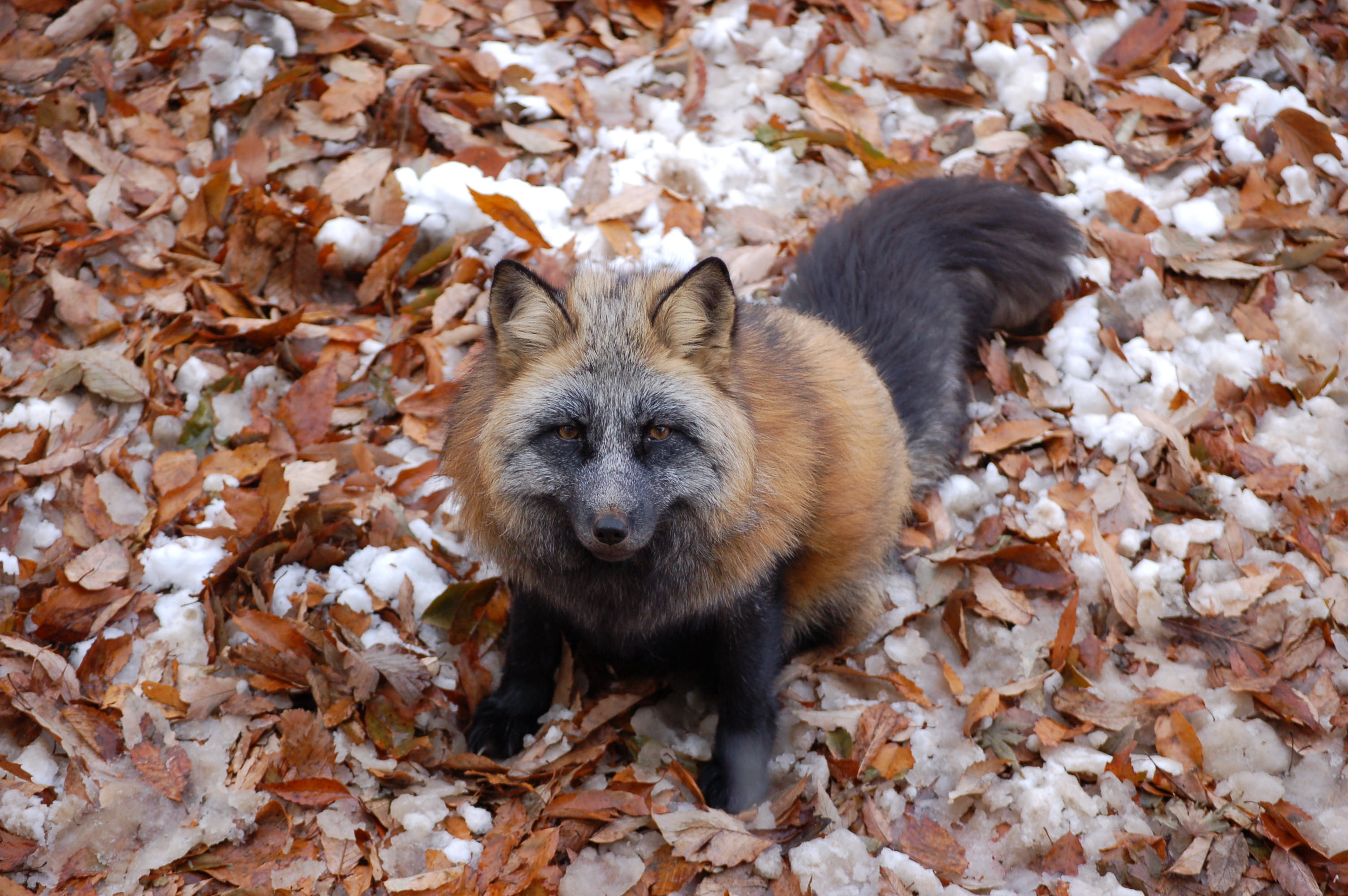
Un renard croisé en captivité.
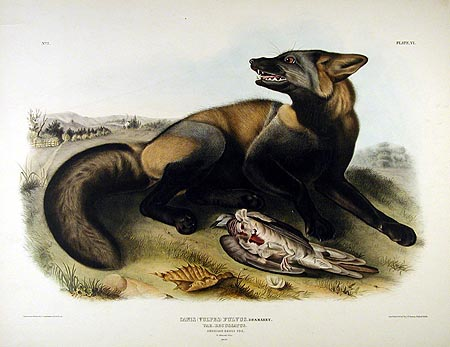
Illustration d'un renard croisé des années 1840, par Audubon et Bachman.
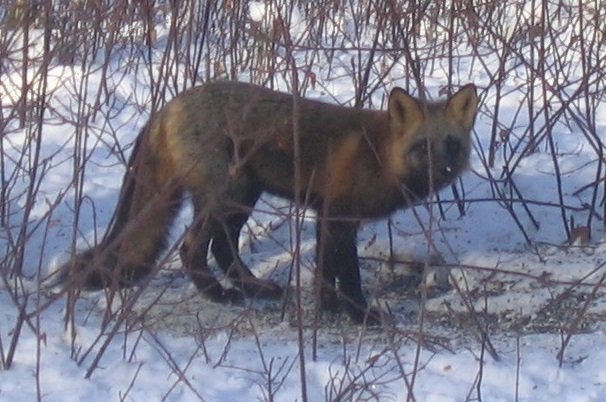
Un renard croisé à Ester, en Alaska.